# Jack Nitzsche
Jack Nitzsche (22. dubna 1937 Chicago, Illinois, USA – 25. srpna 2000 Hollywood, Kalifornie, USA) byl americký hudebník, hudební producent a skladatel. Složil hudbu k mnoha filmům (například Přelet nad kukaččím hnízdem z roku 1975) a byl členem rockové skupiny Crazy Horse. S Crazy Horse několikrát spolupracoval s písničkářem Neilem Youngem. Hrál například na jeho albech Neil Young (1968), After the Gold Rush (1970) a Tonight's the Night (1975) a byl členem skupiny The Stray Gators, se kterou nahrál album Harvest (1972). Mimo to spolupracoval s dalšími umělci, jako byli Phil Spector, The Rolling Stones nebo Miles Davis.